# Șapartoc, Mureș

Șapartoc, colocvial Șarpotoc, (în maghiară Sárpatak, în trad. "Pârâul noroios") este un sat în comuna Albești din județul Mureș, Transilvania, România.

## Așezarea
Satul Șapartoc, comuna Albești (Jud. Mureș) număra odată cca 800 de locuitori și se întinde pe o suprafață de 800 ha, fânațe, teren arabil, pădure, pășune, vii și livezi; este situat la o distanță de numai 12 km de Municipiul Sighișoara (dintre care 9 km din această distanță este pe terenul municipiului și numai 2 km pe terenul satului Șapartoc) și la 7 km de reședința comunală actuală, Albești (pe un drum de hotar fără piatră, spre deosebire de cel de pe teritoriul municipiului Sighișoara). Localitatea a fost o așezare mică de cca 150-160 de familii, deopotrivă de români și unguri.

## Agricultura
Pământul nu este de categoria celui de pe malul Târnavei Mari. Oamenii băștinași l-au lucrat cu multă sârguință, încât producțiile de grâu de exemplu, erau de cea mai bună calitate, cu o greutate specifică cum nu era pe malul Târnavei, unde deseori grâul era atins de rugină; sigur calitatea la hectar nu echivala cu a altor hotare. Culturile de zarzavat erau căutate pe piață, pomicultura și viticultura erau preocupări alese ale sătenilor, viile și pădurile erau cu multă grijă gospodărite. O preocupare deosebită era de asemenea creșterea vitelor de rasă și a oilor, bogăția țăranului de odinioară.

## Istoria

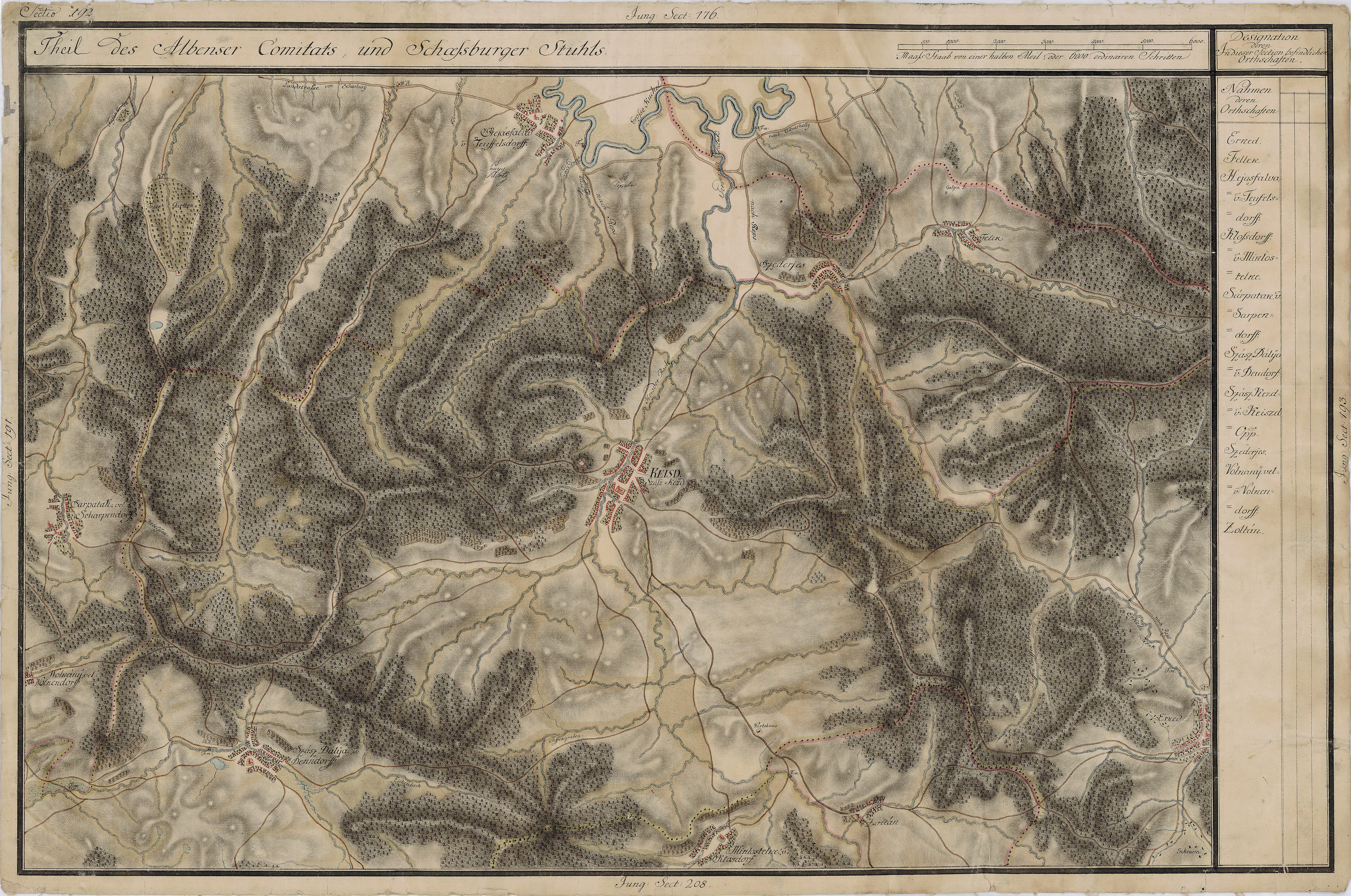
Șapartoc în Harta Iosefină a Transilvaniei, 1769-1773

Atestarea documentară este de peste de 777 de ani.
În sat sunt trei biserici, română ortodoxă cu o vechime atestată de unul dintre clopotele existente și astăzi din anul 1696 și de o Sfântă Evanghelie din 1723, tipărită în București ”cu binecuvântarea lui Kir Dănilă, Mitropolit a toată Țara Românească”; două biserici de confesiune catolică și calvină, zidite, prima la mijlocul sec. la XIX-lea, 1857, iar a doua în 1930; două case parohiale; două școli, una de stat și una fostă confesională catolică.  
Căminul cultural a fost zidit în anii 1960.
{n 2011 populația satului a scăzut la 26 de persoane. Unele din casele din sat au fost însă menținute de locuitori care s-au mutat în alte localități, dar le mențin drept case de vacanță.  